# Угра
Угра́ — река в Смоленской и Калужской областях России, левый приток Оки (бассейн Волги). Длина — 399 км, площадь бассейна — 15 700 км².

## География

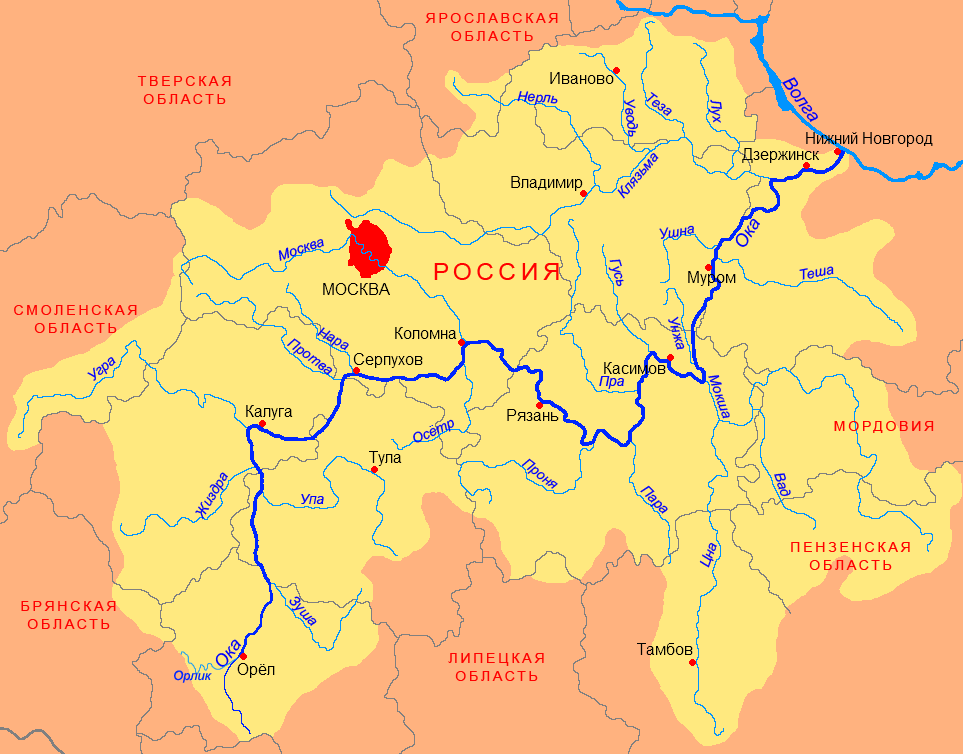
Бассейн Оки

Угра берёт начало на Смоленской возвышенности на юго-востоке Смоленской области.
Питание реки смешанное: доля стока талых вод в среднем составляет около 60 %, более 30 % годового стока приходится на грунтовые воды, и только около 5 % — на сток дождевых вод. Водный режим реки характеризуется чётко выраженным высоким весенним половодьем, низкой летне-осенней меженью, прерываемой дождевыми паводками, и устойчивой продолжительной низкой зимней меженью. Весеннее половодье начинается в конце марта и заканчивается в первой декаде мая. В период половодья общий подъём воды над зимней меженью в среднем и нижнем течении Угры в многоводные годы составляет 10—11 м.
Среднегодовой расход воды в низовье — 89 м³/с. Замерзает в ноябре — начале января, вскрывается в конце марта — начале апреля.
Долина реки пойменная, с шириной поймы 1—2 км, в нижнем течении — 3,5 км. Ширина русла в нижнем течении — 70—80 м. Глубины в межень на перекатах равны 0,4—0,6 м, наибольшие на плёсах — 4 м. Средняя скорость течения воды — 0,4—0,6 м/с.
По Калужской области русло Угры простирается на 160 км. Главные её притоки: Воря, Ресса, Теча, Шаня, Изверь, Жижала. Русло Угры сложено из песка и гальки. Угра впадает в Оку около Калуги. Высота устья — 117,3 м над уровнем моря.

## Притоки
(расстояние от устья)
- 2 км: Росвянка (пр)
- 13 км: Веприка (лв)
- 36 км: Шаня (лв)
- 47 км: Изверь (Изверя) (лв)
- 75 км: Теча (пр)
- 99 км: Вережка (лв)
- 112 км: Сохна (лв)
- 115 км: Кунова (пр)
- 120 км: Ремежь (пр)
- 121 км: Ресса (пр)
- 123 км: Ужайка[5] (пр)
- 149 км: Собжа (пр)
- 154 км: Воря (лв)
- 159 км: Уйка (лв)
- 185 км: Турея (лв)
- 204 км: Жижала (лв)
- 205 км: Вороновка (лв)
- 232 км: Сигоса (пр)
- 236 км: Волоста (лв)
- 243 км: Леонидовка (пр)
- 248 км: Еленка (лв)
- 255 км: Большая Слоча (пр)
- 265 км: Дебря (лв)
- 274 км: Дыменка (лв)
- 279 км: Гордота (лв)
- 280 км: Оськовка (пр)
- 286 км: Маковка[6] (пр)
- 288 км: Баскаковка (пр)
- 289 км: Ворона[7] (пр)
- 302,3 км: Ясенка (лв)
- 303 км: Нежичка (лв)
- 322 км: Поляновка (лв)
- 328,8 км: Гуда (пр)
- 326,8 км: Ужрепт (пр)
- 327,3 км: Невестинка (лв)
- 339 км: Жостовня (пр)
- 347 км: Чернавка (лв)
- 360 км: Лещенка (лв)
- 363 км: Усия (лв)
- 366 км: Теремшеня (Теремшон, Теремша) (лв)
- 372 км: Демина (пр)
- 374 км: Ключевка (Клюевка) (лв)
- 380 км: Добричка (лв)
- 388 км: Угричка (пр)

## Исторические сведения
Долгое время Угра была пограничной рекой между различными этноплеменными и политическими образованиями. Упоминания о военных и политических столкновениях содержатся в летописях, начиная с 1147 года: это сведения о половецких набегах, о русско-литовских порубежных конфликтах и т. д.
В 1408 году на Угре после противостояния московского и литовского войска был подписан Угорский договор, завершивший литовско-московскую войну 1406—1408 годов. Угра стала почти на столетие, до 1503 года, пограничной рекой между Великим княжеством Московским и Великим княжеством Литовским. В связи с этим на её берегах возникли многочисленные пограничные крепости (Дмитровец, Залидов, Опаков) и были укреплены существующие города.
Наиболее широкую известность Угра приобрела в 1480 году после так называемого Стояния на реке Угре, противостояния хана Большой Орды Ахмата и великого князя московского Ивана III, считающегося окончанием монголо-татарского ига. Из-за своего оборонительного значения река получила название «Пояс Богородицы». Казанский летописец говорит: «я могу нарещи ту реку [Угру] поясом самыя Пречистыя Богородицы, аки твердь от поганых, защищающу Русскую землю». Река Угра в то время опоясана храмами, воздвигнутыми во имя Богоматери.
Во время Отечественной войны 1812 года территория Поугорья охранялась партизанами Дениса Давыдова и юхновскими ополченцами под командованием Семёна Храповицкого. Благодаря активным действиям партизан Юхновский уезд не был оккупирован наполеоновской армией.
Во время Великой Отечественной войны в ходе наступления противника на Москву река Угра стала естественным рубежом, за овладение которым в октябре 1941 года разворачивались кровопролитные бои. Наиболее известное среди этих событий — оборона отрядом майора И. Г. Старчака и курсантами подольских военных училищ моста через Угру и её берегов у города Юхнова.
Здесь же, на Угре, командир эскадрильи А. Г. Рогов повторил подвиг Н. Гастелло. В его самолёт попал зенитный снаряд. Надежды на спасение не было, и А. Г. Рогов направил горящий самолёт на одну из фашистских переправ через Угру. Двухмоторная машина, разрушив мост, глубоко врезалась в дно реки.
С Угрой связан и один из наиболее трагических эпизодов Великой Отечественной войны — гибель 33-й армии генерал-лейтенанта М. Г. Ефремова, попавшей в окружение под Вязьмой. Ударные группировки 33-й армии не смогли противостоять во много раз численно превосходящему врагу и были разгромлены. Тяжело раненный М. Г. Ефремов, не желая попасть в плен, застрелился. Павловский плацдарм, тем не менее, был удержан силами 43-й армии и остался неприступным.

## Экология
Угра почти на всём протяжении течёт в высоких лесистых берегах, встречаются, однако, и безлесные места. В низовьях много песчаных пляжей, в верховьях их почти нет.
Из рыб в Угре обитают те же виды, что и в Оке. Основные промысловые рыбы — голавль, налим, лещ, щука, подуст, плотва. В низовьях встречается судак, стерлядь, сом.
В 1997 году был учреждён национальный парк «Угра».

## Диалектология
Угра в нижнем течении вплоть до устья служит границей между двумя диалектами русского языка. В частности, жители левобережья произносят [ф] вместо [в] перед глухим согласным и на конце слова ([в]нук, [ф] кали́тку, бо́ро[ф] — как в литературном русском языке), а на правом берегу Угры на месте в в начале слова перед согласным произносят [у], на конце слова — [ў] (неслоговое у): [у]ну́к, [у] кали́тку, бо́ро[ў]. Это связано с границей между Великим княжеством московским и Великим княжеством литовским, проходившей по реке в течение почти столетия (1408—1503).